# گرنت هاکت
گرنت هاکت (به انگلیسی: Grant Hackett) ورزشکار مرد رشتهٔ شنا اهل کشور استرالیا است. وی در بین سال‌های ‎۲۰۰۰ تا ۲۰۰۸ میلادی در مسابقات بازی‌های المپیک تابستانی در مجموع ۷ مدال، شامل ۳ مدال طلا و ۳ نقره و ۱ برنز را کسب کرد.